# Olympiska sommarspelen för ungdomar 2010
Olympiska spelen för ungdomar 2010 var de första olympiska sommarspelen för ungdomar, ett stort internationellt multisportevenemang som arrangerades i Singapore mellan 14 och 26 augusti 2010. Valet av Singapore gjordes den 21 februari 2008 efter brevröstning av 105 IOK-ledamöter.Totalt 3531 idrottare mellan 14 och 18 år från 204 nationella olympiska kommittéer deltog i 201 grenar i 26 sporter.
Spelens första guldmedalj vanns av den 18-åriga japanska triathlisten Yuka Sato den 15 augusti 2010. Värdnationens första medalj var ett brons i taekwondo av 17-åringen Daryl Tan. Den högsta valören som Singapore vann under spelen var simmaren Rainer Ngs silver, och likaså ett silver i damernas bordtennisturnering av Isabelle Li. För kombinationslagen, som var speciellt för spelen, tilldelades den första medaljen till laget Europa 1, bestående av ryskan Yana Egoryan och italienarna Marco Fichera Marco, Camilla Mancini, Leonardo Affede, Alberta Santuccio Alberta och Eduardo Luperi som vann lagtävlingen i fäktning.

## Kandidatur
Elva städer uttryckte intresse av att arrangera spelen, varav nio ansökte. Fem städer valdes ut av IOK: Aten (Grekland), Bangkok (Thailand), Moskva (Ryssland), Singapore och Turin (Italien). 
Listan förminskades till två finalister: Singapore och Moskva.
Den 21 februari 2008 meddelades att Singapore hade vunnit värdskapet efter ett uttalande från IOK:s president Jacques Rogge.
| Stad      | NOK-namn  | Brevröster |
| Singapore | Singapore | 53         |
| Moskva    | Ryssland  | 44         |

### Ansökningsdetaljer

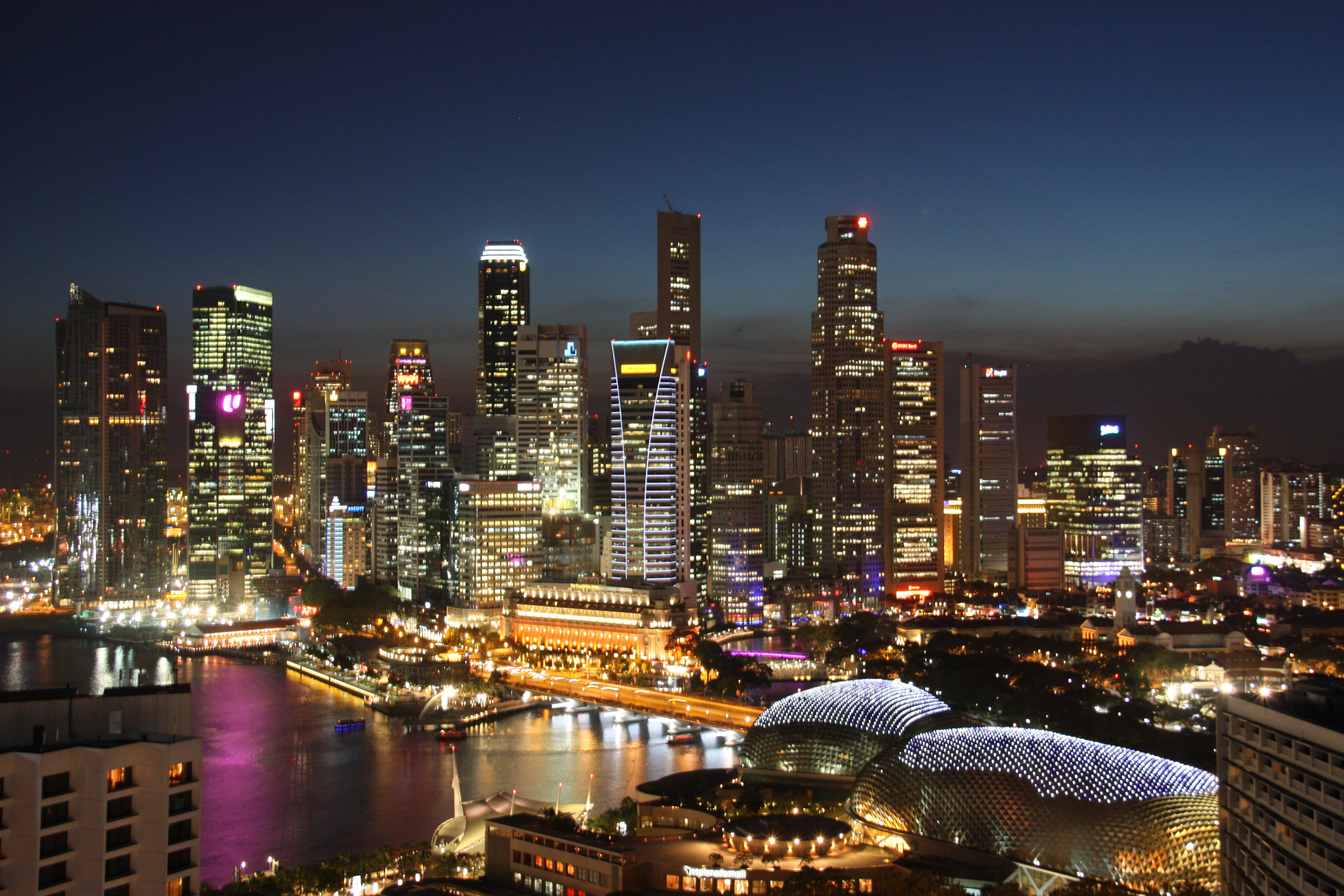
Det centrala affärsområdet i Singapore

Genom sin ansökan till dessa spel gjorde Singapore sin första ansökan om ett sportevenemang i denna storleken. Positiva faktorer i ansökan var landets höga anslutningsmöjligheter med världen, dess ungdomlighet som ett självständigt land, dess positiva rykte om hög kvalitet och harmonin bland invånarna. Staden/landet startade en massiv kampanj, inkluderande hemsida, logotyp (trots IOK:s regler mot anökningslogotyp), en tagline till dess ansökan; Blazing the Trail  och de skaffade stort stöd från lokalbefolkningen, däribland fick man studenter att samla in 1 miljon underskrifter för ett spel i Singapore. Det anordnades en tävling för att välja logotyp och tävlingen drog till sig 1 500 deltagare. Vinnaren presenterades den 10 januari 2010. Den logotyp som vann hade namnet Spirit of Youth (ungdomens anda).
Singapore planerade att använda National University of Singapores campus som sin högteknologiska olympiska by. Efter budgetnerdragningar 2008 fick de ändra det till att använda Nanyang Technological Universitys campus i Jurong West som olympisk by. Jurong West Sports and Recreation Centre kommer också att utnyttjas under spelen.
Budgeten omfattade $75,5 miljoner och hade stort statligt stöd

### Bostäder
Organisationskommittén hade säkrat 4 310 rum i 36 hotell. Det officiella hotellet var Fairmont Singapore.

### Transport och infrastruktur
Alla Singapores tävlingsanläggningar och icke-tävlingsanläggningar fanns inom 30 minuter från den olympiska byn, mediacentret och de olympiska familjehotellen.
En transportgrupp ansvarade för alla transportrelaterade frågor som var specifika för spelen. En pendelservice kopplade alla platser relaterade till spelen, så att de behöriga personerna skulle kunna resa gratis, också via buss och tunnelbana. Det fanns också en Olympic Lane som gav deltagarna snabb transport till de viktigaste anläggningarna.

## Förberedelser
Singapore hade fått en del internationellt stöd under förberedelserna för spelet. Kina, arrangör av olympiska sommarspelen 2008, uttryckte önskan om att hjälpa Singapore under deras förberedelser. Sebastian Coe, ordförande i Londons organisationskommitté för de olympiska sommarspelen 2012, informerade om att medlemmar av hans organisationskommitté planerade att delta i evenemanget, inklusive tränare och administratörer.

### Organisation
En urvalsprocess för att välja ut medlemmar till organisationskommittén startades strax efter att Singapore hade tilldelats spelen. Det planerades att kommittén skulle besöka IOK för att få mer detaljer om anordnandet av evenemanget. De 23 deltagarna i kommittén avslöjades den 24 mars 2008.

### Medalj
En tävling för att utse designen av medaljen till spelen startades av IOK under 2009. Från november till december lämnades nästan 100 förslag in från 34 länder. Röstning pågick online fram till januari 2009.

## Facklan
Planen för spelens fackelstafett avslöjades den 26 januari 2010. Lågan tändes i juli och fördes genom fem städer, representerande de fem kontinenterna: Asien, Afrika, Europa, Oceanien och Amerika. 
Facklan färdades genom följande städer:
- Berlin, Tyskland
- Dakar, Senegal
- Mexico City, Mexiko
- Auckland, Nya Zeeland
- Seoul, Sydkorea

## Finansiering
Singapore vann omröstningen med en budget på $75,5 miljoner, vilket mestadels drogs in från sponsorer och statligt stöd. Organisationskommittén förutsåg på att få in mellan $40 och $50 miljoner från sponsorer..

## Marknadsföring
Organisationskommittén startade en internationell tävling för att utse logotyper till spelen, med målet att innehålla de tre teman som hörde spelen till, Singapores identitet, de olympiska idealen och den ungdomliga andan.

### Maskotar
Maskotarna är ett eld-inspirerat lejon vid namn "Lyo" och ett vatten-inspirerat fantasihavslejon vid namn "Merly".

### Signaturmelodi
Signaturmelodin, som heter "Everyone", framfördes av fem sångare från de fem kontinenterna. Ken Lim var den exekutive producenten av signaturmelodin.
- Afrika -  Jody Williams, en Sydafrikansk pop/R&Bsångare.
- Amerika -  Sean Kingston, en amerikansk rappare och reggaesångare.
- Asien -  Tabitha Nauser, trea i den tredje säsongen av Singapore Idol.
- Europa -  Steve Appleton, en brittisk sångare, låtskrivare och skivproducent.
- Oceanien -  Jessica Mauboy, tvåa i fjärde säsongen av Australian Idol, en australisk sångare och låtskrivare.

## Medaljfördelning
Nationerna är fördelade efter, 1 antal guld, 2 antal silver 3, antal brons. Medaljer vunna av Kombinationslag är inräknade under just Kombinationslaget, och inte under gällande nationer. 

Medaljfördelning, topp 10
| Pl. | Nation          | Guld | Silver | Brons | Totalt |
| --- | --------------- | ---- | ------ | ----- | ------ |
| 1   | Kina            | 30   | 16     | 5     | 51     |
| 2   | Ryssland        | 18   | 14     | 11    | 43     |
| 3   | Sydkorea        | 11   | 4      | 4     | 19     |
| 4   | Ukraina         | 9    | 9      | 15    | 33     |
| —   | Kombinationslag | 9    | 8      | 11    | 28     |
| 5   | Kuba            | 9    | 3      | 2     | 14     |
| 6   | Australien      | 8    | 13     | 8     | 29     |
| 7   | Japan           | 8    | 5      | 3     | 16     |
| 8   | Ungern          | 6    | 4      | 5     | 15     |
| 9   | Frankrike       | 6    | 2      | 7     | 15     |
| 10  | Italien         | 5    | 9      | 5     | 19     |
| 62  | Singapore       | 0    | 2      | 4     | 6      |

      Arrangör (Singapore)

## Sporter
Spelen omfattade 26 sporter, med totalt 31 discipliner, enligt IOK:s modell.
| - Badminton - Basket - Bordtennis - Boxning - Brottning - Bågskytte - Cykelsport | - Fotboll - Friidrott - Fäktning - Gymnastik - Handboll - Judo - Kanotsport | - Landhockey - Modern femkamp - Ridsport - Rodd - Segling - Simning - Simhopp | - Skytte - Taekwondo - Tennis - Triathlon - Tyngdlyftning - Volleyboll |

## Kalender
Varje blå box representerar en tävling, exempelvis ett kval, den dagen. De gula boxarna representerar en prisutdelning för en sport. Siffran i boxen visar antalet finaler som hölls den dagen.

För ett komplett och detaljerat tävlingsprogram se respektive sports artikel
| ● | Öppningsceremoni | ● | Tävling | ● | Grenfinal | ● | Avslutningsceremoni |

| Augusti                    | 14 | 15 | 16 | 17 | 18 | 19 | 20 | 21 | 22 | 23 | 24 | 25 | 26 | Antal Grenar |
| -------------------------- | -- | -- | -- | -- | -- | -- | -- | -- | -- | -- | -- | -- | -- | ------------ |
| Ceremonier                 | ●  |    |    |    |    |    |    |    |    |    |    |    | ●  |              |
| Simhopp                    |    |    |    |    |    |    |    | 2  | 2  |    |    |    |    | 4            |
| Simning                    |    | 2  | 4  | 4  | 4  | 4  |    |    |    |    |    |    |    | 18           |
| Bågskytte                  |    |    |    |    | 1  | 1  |    | 1  |    |    |    |    |    | 3            |
| Friidrott                  |    |    |    |    |    |    | 2  | 4  | 4  | 4  | 4  | 4  |    | 22           |
| Badminton                  |    |    |    |    |    |    |    |    |    |    |    |    | 2  | 2            |
| Basket                     |    |    |    |    |    |    |    |    | 2  |    |    |    |    | 2            |
| Boxning                    |    |    |    |    |    |    |    |    |    |    | 4  | 4  |    | 8            |
| Kanotsport                 |    |    |    |    |    |    |    | 1  | 1  |    |    |    |    | 2            |
| Cykelsport (BMX)           |    |    |    |    |    |    |    | 1  | 1  |    |    |    |    | 2            |
| Cykelsport (Mountain Bike) |    |    |    |    |    |    |    | 1  | 1  |    |    |    |    | 2            |
| Ridsport (Hoppning)        |    |    |    |    |    |    | 1  |    | 2  |    |    |    |    | 3            |
| Fäktning                   |    |    | 2  |    | 2  |    | 2  |    |    |    |    |    |    | 6            |
| Landhockey                 |    |    |    |    |    |    |    |    |    |    |    | 2  |    | 2            |
| Fotboll                    |    |    |    |    |    |    |    |    |    |    |    | 1  | 1  | 2            |
| Gymnastik (Artistisk)      |    |    |    |    | 2  |    | 5  | 5  |    |    |    |    |    | 12           |
| Gymnastik (Rytmisk)        |    |    |    |    |    |    |    |    |    | 1  | 1  |    |    | 2            |
| Gymnastik (Trampolin)      |    |    |    |    |    | 2  |    |    |    |    |    |    |    | 2            |
| Handboll                   |    |    |    |    |    |    |    |    |    |    |    |    | 2  | 2            |
| Judo                       |    |    |    | 4  | 4  |    |    |    |    |    |    |    |    | 8            |
| Modern femkamp             |    |    |    |    |    |    |    |    | 2  |    | 1  |    |    | 3            |
| Rodd                       |    |    |    |    |    | 4  |    |    |    |    |    |    |    | 4            |
| Segling                    |    |    |    |    |    |    |    |    |    |    | 4  |    |    | 4            |
| Skytte                     |    |    |    |    |    |    |    |    |    |    |    | 2  | 2  | 4            |
| Bordtennis                 |    |    |    |    |    | 2  |    |    |    |    |    |    |    | 2            |
| Taekwondo                  |    |    |    |    |    |    |    | 5  | 5  | 5  | 5  |    |    | 20           |
| Tennis                     |    |    |    |    |    |    |    | 2  |    |    |    | 2  |    | 4            |
| Triathlon                  |    | 2  |    |    |    |    |    |    |    |    |    |    |    | 2            |
| Volleyboll (Inomhus)       |    |    |    |    |    |    |    |    |    |    |    | 1  | 1  | 2            |
| Tyngdlyftning              |    |    |    |    |    |    |    | 2  | 3  | 3  | 3  |    |    | 11           |
| Brottning (Strand)         |    |    |    |    |    |    |    |    |    |    | 2  | 2  |    | 4            |
| Brottning (Inomhus)        |    |    |    |    | 7  | 7  |    |    |    |    |    |    |    | 14           |
| Antal Grenar               |    | 4  | 6  | 8  | 20 | 20 | 12 | 25 | 22 | 13 | 24 | 22 | 8  | 184          |

## Deltagande nationer
204 av IOK:s medlemsländer deltog i spelen. Det enda landet som inte deltog var Kuwait som uteslöts ur spelen i januari 2010. Idrottare från Kuwait deltog under olympisk flagg.
| - Afghanistan - Albanien - Algeriet - Amerikanska Jungfruöarna - Amerikanska Samoa - Andorra - Angola - Antigua och Barbuda - Argentina - Armenien - Aruba - Australien - Azerbajdzjan - Bahamas - Bahrain - Bangladesh - Barbados - Belgien - Belize - Benin - Bermuda - Bhutan - Bolivia - Bosnien och Hercegovina - Botswana - Brasilien - Brittiska Jungfruöarna - Brunei - Bulgarien - Burkina Faso - Burma - Burundi - Caymanöarna - Centralafrikanska republiken - Chile - Colombia - Cooköarna - Costa Rica - Cypern - Danmark - Djibouti - Dominica - Dominikanska republiken - Ecuador - Egypten - Ekvatorialguinea - Elfenbenskusten - El Salvador - Eritrea - Estland - Etiopien | - Fiji - Filippinerna - Finland - Frankrike - Förenade arabemiraten - Gabon - Gambia - Georgien - Ghana - Grekland - Grenada - Guam - Guatemala - Guinea - Guinea-Bissau - Guyana - Haiti - Honduras - Hongkong - Indien - Indonesien - Irak - Iran - Irland - Island - Israel - Italien - Jamaica - Japan - Jemen - Jordanien - Serbien - Kambodja - Kamerun - Kanada - Kap Verde - Kazakstan - Kenya - Kina - Kinesiska Taipei - Kirgizistan - Kiribati - Komorerna - Kongo-Brazzaville - Kongo-Kinshasa - Kroatien - Kuba - Kuwait - Laos - Lesotho - Lettland | - Libanon - Liberia - Libyen - Liechtenstein - Litauen - Luxemburg - Madagaskar - Makedonien - Malawi - Malaysia - Maldiverna - Mali - Malta - Marshallöarna - Marocko - Mauretanien - Mauritius - Mexiko - Mikronesiska federationen - Moçambique - Moldavien - Montenegro - Monaco - Mongoliet - Namibia - Nauru - Nederländerna - Nederländska Antillerna - Nepal - Nicaragua - Niger - Nigeria - Nordkorea - Norge - Nya Zeeland - Oman - Pakistan - Palau - Palestina - Panama - Papua Nya Guinea - Paraguay - Peru - Polen - Portugal - Puerto Rico - Qatar - Rumänien - Rwanda - Ryssland - Saint Kitts och Nevis | - Samoa - San Marino - São Tomé och Príncipe - Saudiarabien - Saint Lucia - Schweiz - Senegal - Seychellerna - Sierra Leone - Singapore - Slovakien - Slovenien - Somalia - Spanien - Sri Lanka - Saint Vincent och Grenadinerna - Storbritannien - Sudan - Surinam - Sverige - Swaziland - Sydafrika - Sydkorea - Syrien - Tadzjikistan - Tanzania - Tchad - Thailand - Tjeckien - Togo - Tonga - Trinidad och Tobago - Tunisien - Turkiet - Turkmenistan - Tuvalu - Tyskland - Uganda - Ukraina - Ungern - Uruguay - USA - Uzbekistan - Vanuatu - Venezuela - Vietnam - Vitryssland - Zambia - Zimbabwe - Österrike - Östtimor |

## Anläggningar
Totalt arton tävlingsanläggningar hade förberetts för spelen, spridda över fem områden i staden. Elva av dem behövde inga permanenta arbeten, tre behövde det, en, Singapore Turf Club Riding School, byggdes som en permanent anläggning för ridskolan, och fyra var helt tillfälligt placerade på befintliga öppna ytor eller vattendrag. Alla anläggningar, utom Singapore Turf Club Riding School och Suntec Singapore International Convention and Exhibition Centre, ägs av staten.

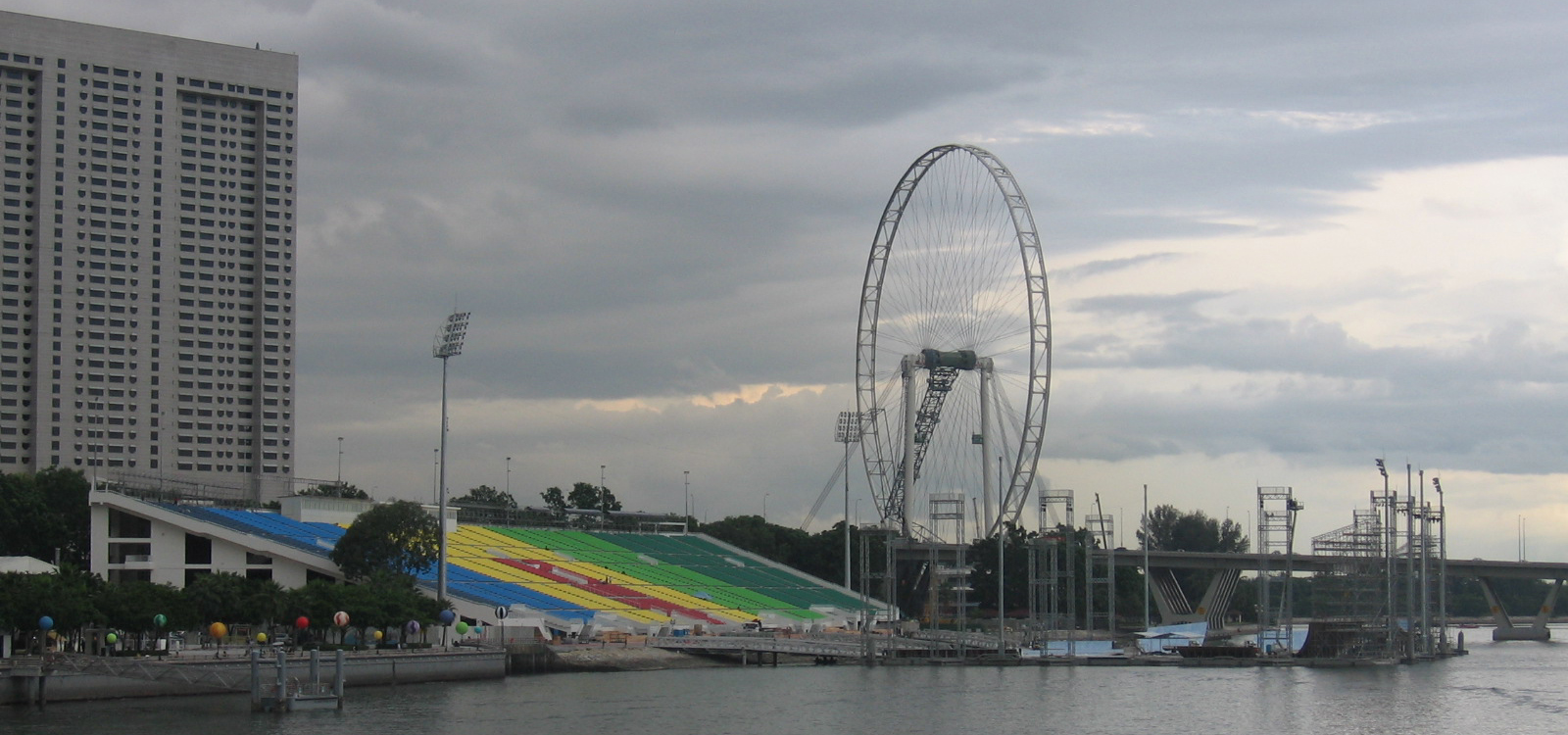
Flotten i Marina Bay var arena för invigningen och avslutningsceremonin.

Sju anläggningar öronmärktes för träning, särskilt dåvarande idrottsanläggningar inom National University of Singapore (NUS) som låg intill den olympiska byn. Byggande av universitetet i staden började den 31 januari 2008, och påskyndades då Singapore utsetts till värdar. Andra huvudanläggningar var The Float at Marina Bay, vilken användes till ceremonierna, Marina Bay Sands, mediacentret, och The Ritz-Carlton Millenia Singapore, som fungerade som familjehotell med 500 rum säkrade av organisationen.
Den 2 augusti 2008 meddelades det att den olympiska byn skulle ligga i Nanyang Technological Universitys campus istället för i National University of Singapore University Town.
| Anläggning                                                      | Sporter                                                 |
| --------------------------------------------------------------- | ------------------------------------------------------- |
| Bishan Sports Hall                                              | Gymnastik                                               |
| Bishan Stadium                                                  | Friidrott                                               |
| East Coast Park                                                 | Triathlon                                               |
| Suntec Singapore International Convention and Exhibition Centre | Boxning, Brottning, Fäktning, Handboll, Judo, Taekwondo |
| Jalan Besar Stadium                                             | Fotboll                                                 |
| Kallang Field                                                   | Bågskytte                                               |
| Kallang Tennis Centre                                           | Tennis                                                  |
| Marina Reservoir                                                | Kanotsport, Rodd                                        |
| National Sailing Centre                                         | Segling                                                 |
| Youth Space                                                     | 3 mot 3 basket                                          |
| Sengkang Hockey Stadium                                         | Landockey                                               |
| Singapore Indoor Stadium                                        | Badminton, Bordtennis                                   |
| Singapore Sports School                                         | Simning, Modern femkamp, Skytte                         |
| Singapore Turf Club                                             | Ridsport                                                |
| Tampines Bike Park                                              | BMX och Mountain Bike (Cykelsport)                      |
| The Float at Marina Bay                                         | Cykling och ceremonier                                  |
| Toa Payoh Sports Hall                                           | Tyngdlyftning, Volleyboll                               |
| Toa Payoh Swimming Complex                                      | Simhopp                                                 |

| Träningsanläggningar                 | Sporter* |
| ------------------------------------ | --- |
| Catholic High School                 | Gymnastik |
| Choa Chu Kang Stadium                | Fotboll |
| Jurong East Sports Hall              | Volleyboll |
| Jurong East Stadium                  | Fotboll |
| Jurong West Sports Hall              | Handboll |
| Jurong West Stadium                  | Fotboll |
| Jurong West Swimming Complex         | Simning |
| National University of Singapore     | Bordtennis, Taekwondo, Brottning                                                                                               |
| Raffles Institution                  | Gymnastik |
| Raffles Institution (Junior College) | Gymnastik |
| Singapore Polytechnic                | Badminton and Fotboll |
| Youth Olympic Village (NTU, NIE)     | Tennis, Fäktning, Basket, Landockey, Handboll, Triathlon, Judo, Taekwondo, Fotboll, Boxning, Simning, Tyngdlyftning, Friidrott |

*Träning för övriga sporter hölls i tävlingsanläggningar.

## Kultur och utbildningsprogram
IOK har satte upp en vision om att spelen skulle balansera sport, kultur och utbildning. Målet med kultur och utbildningsprogrammet var att utbilda, engagera och påverka idrottarna att utveckla sann sportsmannaanda och leva i olympiska spelens anda, respekt, vänskap och att ha roligt på samma gång.
För att uppmuntra utbildning bland de deltagande ungdomarna, planerade man att arrangera liveframträdanden från de deltagande ungdomarna. Man arrangerade olika workshops baserade på åtta olika teman:
- Historia om den olympiska rörelsen
- Olympism och olympiska värderingar
- Sporters sammanhang till exempel hantering av en professionell olympisk karriär
- Risker inom sport till exempel dopning och vadslagningsproblem
- Välmående och hälsa
- Att engagera ungdomar (Karriär i sport till exempel Sport-relaterade karriärmöjligheter)
- Socialt ansvar
- Digitala medier

### Medier
Organisationen planerade att ha stor användning av medier online för att marknadsföra sina evenemang.[källa behövs] Bland dem fanns Friendster, Facebook, och den officiella Youth.sg 2010s diskussionsforum.[källa behövs] Tanken är att nå ut till ungdomar i hela världen, så att gemenskapen mellan de idrottande ungdomarna sprids redan innan spelen.[källa behövs]

### Singapores utbildningscentrum
Singapores utbildningscentrum var förlagt till organisationskommitténs högkvarter vid Kay Siang Road. Det öppnades officiellt av Singapores nationella olympiska styrelses president Teo Chee Hean och före detta stavhopparen Sergej Bubka.
Tvåvåningshuset på 600 m² kommer var öppet för allmänheten, och kommer att lät besökarna utforska den olympiska andan och Singapores väg till arrangörskapet. Även fakta om andra spel och resultat från tidigare olympiska spel fanns tillgängligt. Det fanns också möjlighet att prova sporter som bordtennis, fäktning, och basket.

## Påverkan

### Ekonomi
Evenemanget bidrog stort till Singapores ekonomiska tillväxt då det drog till sig omfattande turism och inkomster från både åskådare och idrottare.[källa behövs]

### Socialt
Genom kultur- och utbildningsprogrammets sammanfogande med spelen, förväntade sig Singapore många nya relationer med andra nationer genom vetenskap.[källa behövs] Idrottare och besökare från andra länder kunde också lära sig mycket genom relationer med andra länder.[källa behövs] Kunskap om likheter med kulturen i Singapore ökades genom stort utbyte av kunskap.[källa behövs]